# Röda och blå delstater i USA

Karta över resultatet i presidentvalet i USA 2008, där delstaterna visas som antingen röda eller blå.

Motsvarande resultat i valet 1896. Republikansk seger är färgad röd, demokratisk blå.

Röda och blå delstater betecknar de delstater i USA som har invånare som övervägande röstar på Republikanerna respektive Demokraterna, särskilt i presidentvalet 2000 och 2004. Rött används normalt för att representera Republikanerna och blått Demokraterna. Ursprungligen färgade TV-kanalen NBC demokratiska stater röda och republikanska blå, mer efter den klassiska höger-vänsterskalan. Nuvarande val av färger går emellertid mer i paritet med liberalismens blå (för demokraterna) enligt rådande politiska färger, medan republikanernas röda går emot färgernas trend. Båda färgerna är hämtade från USA:s flagga samt med hänsyn till de tidigare ofta svartvita TV-rutorna (där röd och blå märker ut sig som mörk- respektive ljusgrå), vilket kan förklara det delvis förvirrande valet.
Under valen i USA visar massmedia ofta valresultatet på en karta över USA:s delstater - med varje delstat färgmarkerad beroende på vilkets partis kandidat som vann i staten, eftersom de flesta av dem ger samtliga elektorer till vinnaren.

Resultat i valet 2004. Republikansk seger är färgad röd, demokratisk blå.

Motsvarande resultat 1920. Republikansk seger är färgad röd, demokratisk blå.

Sedan 1960-talet och framåt har demokraterna kommit att bli det bärande partiet för den stadsorienterade medelklassen och den välutbildade övre medelklassen med väljare från de båda kusterna som främsta bas men även med väljare från den ofta lågutbildade icke-vita befolkningen. Detta gör att dessa områden ofta betecknas som starka blåa fästen, kanske med sin starkaste bas i områdena runt storstäderna New York och Boston. Republikanerna har sedan samma period sin väljarbas på den amerikanska landsbygden och i klassiskt konservativa stater. Sydstaterna var ett starkt fäste för demokraterna men svängde kring 1960-talet och blev övervägande republikanska, bl.a. till följd av republikanernas framgångsrika ”southern strategy”. De stora präriestaterna med kanske Texas som bas brukar ses som typiskt röda områden. Detta har stor betydelse för hur den mycket viktiga amerikanska presidentvalskampanjen går till. I stater som betecknas som antingen "säkra" eller "förlorade" av respektive parti brukar kampanjen vara relativt sval, detta då staterna oftast utgör enmansvalkretsar och det största partiet får sända alla sina elektorer som statens representanter till elektorskollegiet som väljer president. En stat som är typiskt blå eller röd finns det därför ingen anledning att lägga tid eller pengar på. Det är därför i de stater som varken är röda eller blå som striden brukar stå i, så kallade "tossup states", vilka ofta både har storstadsområden med en typiskt demokratisk väljarbas och landsbygd med en mer republikansk inriktning. Den mest klassiska "Osäkra staten" är Ohio som brukar betecknas som ett Amerika i miniatyr och där det brukar sägas att den som vinner Ohio, vinner också hela presidentvalet, något som stämt sedan 1960, då Richard Nixon vann staten med knapp marginal. Utöver ett tidigare val, av Grover Clevelands motståndare Benjamin Harrison, går Ohios trend tillbaka till 1850-talet. Nevada har röstat på den segrande kandidaten sedan 1908 med undantag för 1976, då man (liksom hela västern) valde Gerald Ford. Detsamma gällde New Mexico, som från dess första presidentval 1912 röstat på förloraren endast två gånger; Ford 1976 och Al Gore 2000. På lokal nivå finns samhällen som röstat i enlighet med elektorskollegiet betydligt längre och mer konsekvent.

## Val av färger
Eftersom USA i praktiken har ett tvåpartisystem, kom de nationella färgerna rött och blått att reserveras för de två stora partierna. Vilket parti av dem som haft vilken färg har genom året växlat något. Godtyckliga färger används för viktigare mindre partier även om de sällan vinner en delstat. Exempel är grönt för Green Party och vitt för Libertarian Party eller Reformpartiet.

Resultat i valet 1956. Republikansk seger är färgad röd, demokratisk blå.

## Lila delstater

Resultat i valet 1936, demokraternas största seger i modern tid.

Resultat i valet 1984, republikanernas största seger i modern tid.

En lila delstat hänvisar till ett svängtillstånd där både demokratiska och republikanska kandidater får starkt stöd utan en överväldigande majoritet av stöd för endera parti. Lila delstater kallas också ofta som slagmarker. 

Resultat i valet 1964, två val senare. Republikansk seger är färgad röd, demokratisk blå.